# Verbascum lasianthiforme
Verbascum lasianthiforme är en flenörtsväxtart som beskrevs av Hub.-mor.. Verbascum lasianthiforme ingår i släktet kungsljus, och familjen flenörtsväxter. Inga underarter finns listade i Catalogue of Life.